# ジョン・マクシェリー (審判員)
ジョン・マクシェリー（John Patrick McSherry、1944年9月11日 - 1996年4月1日）は、アメリカメジャーリーグの審判員。

## 経歴
1971年よりMLB審判員となり、大舞台でも1977年・1987年のワールドシリーズや1975年・1982年・1991年のMLBオールスターゲームなどで審判を務めた。
1996年4月1日、試合開始直後に心臓発作により死去（後述）。

### 突然の死

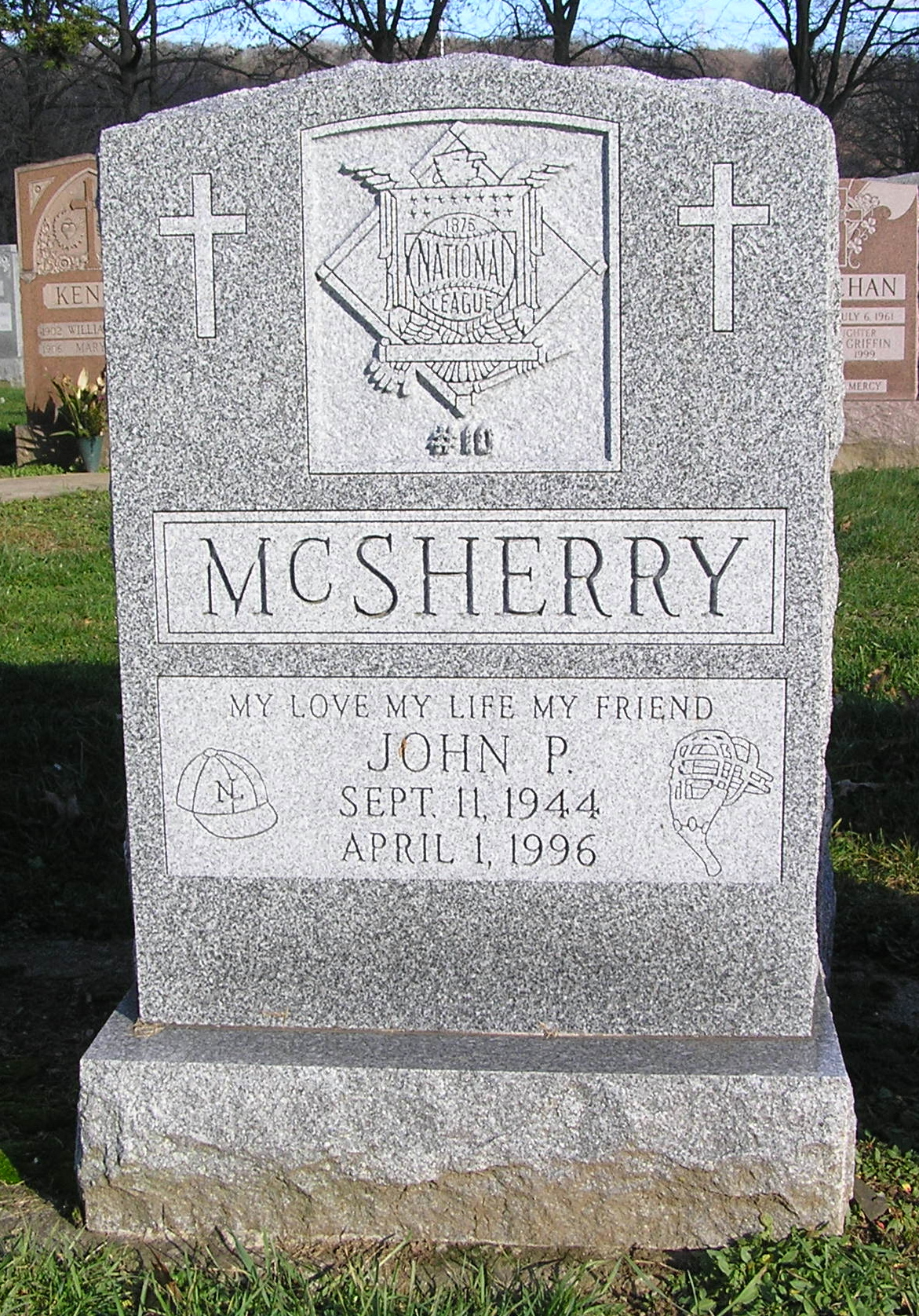
マクシェリーの墓地 (ゲート・オヴ・ヘヴン墓地 (Gate of Heaven Cemetery))

1996年4月1日のシンシナティ・レッズ対モントリオール・エクスポズの開幕戦 (リバーフロント・スタジアム)においてマクシェリーが球審に入ったが、1回表にレッズの先発ピート・シュレックが7球を投じたところで体調不良を訴え、ダグアウトに戻ろうとした瞬間に昏倒した。直ちに心肺蘇生が施され、救急車で病院へ緊急搬送されたが治療の甲斐無く心不全のため死去した。享年51。試合は一塁塁審と二塁塁審のスティーブ・リプリーとジェリー・クロフォードの協議の結果、ノーゲームとなり、翌4月2日に改めて試合が行われた。